# Коттондейл (Флорида)
Коттондейл (англ. Cottondale) — місто (англ. town) в США, в окрузі Джексон штату Флорида. Населення — 848 осіб (2020).

## Географія
Коттондейл розташований за координатами 30°47′55″ пн. ш. 85°22′29″ зх. д. / 30.79861° пн. ш. 85.37472° зх. д. (30.798591, -85.374647).  За даними Бюро перепису населення США в 2010 році місто мало площу 8,96 км², з яких 8,61 км² — суходіл та 0,35 км² — водойми.

## Демографія
Згідно з переписом 2010 року, у місті мешкали 933 особи в 373 домогосподарствах у складі 248 родин. Густота населення становила 104 особи/км².  Було 462 помешкання (52/км²).
Расовий склад населення:
| - 69,2 % — білих - 24,2 % — чорних або афроамериканців - 0,8 % — азіатів - 0,4 % — корінних американців |

До двох чи більше рас належало 4,7 %. Частка іспаномовних становила 6,6 % від усіх жителів.
За віковим діапазоном населення розподілялося таким чином: 28,9 % — особи молодші 18 років, 54,7 % — особи у віці 18—64 років, 16,4 % — особи у віці 65 років та старші. Медіана віку мешканця становила 38,0 року. На 100 осіб жіночої статі у місті припадало 93,2 чоловіків;  на 100 жінок у віці від 18 років та старших — 87,8 чоловіків також старших 18 років.
Середній дохід на одне домашнє господарство  становив 40 366 доларів США (медіана — 33 095), а середній дохід на одну сім'ю — 48 736 доларів (медіана — 48 750). Медіана доходів становила 29 453 долари для чоловіків та 28 958 доларів для жінок. За межею бідності перебувало 40,3 % осіб, у тому числі 66,9 % дітей у віці до 18 років та 4,1 % осіб у віці 65 років та старших.
Цивільне працевлаштоване населення становило 342 особи. Основні галузі зайнятості: освіта, охорона здоров'я та соціальна допомога — 23,1 %, роздрібна торгівля — 16,7 %, мистецтво, розваги та відпочинок — 16,1 %.